# Солодов, Владимир Сергеевич
Влади́мир Серге́евич Со́лодов (15 февраля 1936, Горький — 28 апреля 1999, Нижний Новгород) — советский хоккеист, защитник. Мастер спорта СССР.

## Биография
Начал играть в 1950 в городе Горьком в заводской команде.
С 1954 по 1967 год выступал в команде мастеров высшей лиги «Торпедо» (Горький). Входил в состав «Торпедо» в годы наивысших успехов команды. Был её капитаном. Физически сильный, быстрый, отлично играл телом, хорошо владел различными приёмами отбора шайбы, активно помогал нападающим, обладал сильным броском.
После завершения спортивной карьеры работал на Горьковском автомобильном заводе.
Скончался 28 апреля 1999 года. Похоронен на Старом Автозаводском кладбище в Нижнем Новгороде.

## Достижения
- Второй призёр чемпионата СССР 1961.
- Финалист Кубка СССР 1961.
- В 1960 и 1961 вошёл в список 33 лучших хоккеистов сезона.
- В чемпионатах СССР провёл более 350 матчей, забил 44 гола.
- Выступал за I и II сборные СССР.

## Память
26 декабря 2023 года, в день 77-летия ХК «Торпедо», перед матчем с московским «Спартаком» состоялось поднятие под своды ледовой арены «Нагорный» именного стяга Владимира Солодова с номером «5», под которым тот выступал.

## Статистика выступлений
|                          |                          |                          | Регулярный сезон | Регулярный сезон | Регулярный сезон | Регулярный сезон | Регулярный сезон |
| Сезон                    | Команда                  | Лига                     | Игр              | Г                | П                | О                | ШТ               |
| ------------------------ | ------------------------ | ------------------------ | ---------------- | ---------------- | ---------------- | ---------------- | ---------------- |
| 1954/55                  | Торпедо Горький          | Чемпионат СССР           |                  | 0                |                  |                  |                  |
| 1955/56                  | Торпедо Горький          | Чемпионат СССР           |                  | 2                |                  |                  |                  |
| 1956/57                  | Торпедо Горький          | Чемпионат СССР           |                  | 0                |                  |                  |                  |
| 1957/58                  | Торпедо Горький          | Чемпионат СССР           |                  | 2                |                  |                  |                  |
| 1958/59                  | Торпедо Горький          | Чемпионат СССР           |                  | 5                |                  |                  |                  |
| 1959/60                  | Торпедо Горький          | Чемпионат СССР           |                  | 4                |                  |                  |                  |
| 1960/61                  | Торпедо Горький          | Чемпионат СССР           | 16               | 4                |                  |                  |                  |
| 1961/62                  | Торпедо Горький          | Чемпионат СССР           | 36               | 5                | 2                | 7                | 26               |
| 1962/63                  | Торпедо Горький          | Чемпионат СССР           | 36               | 8                | 1                | 9                | 29               |
| 1963/64                  | Торпедо Горький          | Чемпионат СССР           |                  | 3                |                  |                  |                  |
| 1964/65                  | Торпедо Горький          | Чемпионат СССР           | 36               | 4                | 1                | 5                | 30               |
| 1965/66                  | Торпедо Горький          | Чемпионат СССР           | 36               | 5                | 0                | 5                | 24               |
| 1966/67                  | Торпедо Горький          | Чемпионат СССР           | 43               | 1                | 1                | 2                | 55               |
| Всего в Чемпионатах СССР | Всего в Чемпионатах СССР | Всего в Чемпионатах СССР | 350              | 44               | 4                | 48               |                  |